# Carlos Moreno Herrera
Carlos Moreno Herrera (Santiago de Cali, 28 d'agost de 1968) és un director de cinema colombià.

## Biografia
És comunicador social de la Universitat del Valle amb un màster en Narrativa Audiovisual de la Universitat Autònoma de Barcelona. Ha treballat com a realitzador i muntador en diferents formats i gèneres audiovisuals que van des del documental, el curtmetratge, llargmetratge, passant pel videoclip, el vídeo experimental i l'espot publicitari, obres i projectes que ha dut a terme a Colòmbia, Centreamèrica i Espanya.
Els seus primers passos en la direcció es van donar en el documental amb Chamberlain (1992), treball al que van seguir el 1994 Apocalipsis, Cali rock, Besacalles i Rubén Darío, el poeta de la triste figura, els videoclips “Amor negro” de Secra, “La vida gira en espiral” i “Muerte bruja” de Dr. Faustus i el vídeo experimental Aaaaa.Per aquesta mateixa època va començar el seu interès a experimentar i aprofundir els seus coneixements en el muntatge audiovisual, treballant en obres com el documental Urbania (1993) i l'experimental Circuito cerrado (1994).
El 1995 va dirigir els documentals Cemento, Asfalto, Cal y Rock y Aterciopelados, apuntes para una crónica, el videoclip “Mil demonios” de Secra. També va dirigir el vídeo experimental Visitors i va col·laborar en el muntatge de Embotellados, Había una vez i Vida pierruna. Posteriorment, en 1996, dirigí el videoclip “Llum de gas” de Les pellofes radioactives i l'experimental Farewell.
Fins al 2005 va treballar en la productora Patofeofilms, on va realitzar més de 300 peces com a director, montajista i creatiu, per a clients com el Canal Caragol, el Ministeri de Cultura, la Presidència de la República, American Express, Gtech, ETB, Refisal i Coca-cola, treball que li ha merescut en nou ocasions el premi PROMAX de la BDA (International Broadcast Design Association).
En televisió ha estat director de sèries com Tiempo Final, Sin Retorno i Siquis per Fox-Telecolombia i Los caballeros las prefieren brutas produïda per Laberinto Producciones per a Sony Entertainment Televisión. Moreno ha estat muntatgista dels videoclips “Canto de Guerra” de Superlitio (2000), “Soñar despierto” de La Pestilencia (2001) i “Deja” de Sidestepper (2005), el vídeo experimental Ángel Trip (2002), el documental El proyecto del diablo de Óscar Campo (1999), els realities Expedición Robinson i Reconocimiento Real (2002); també va assessorar el muntatge del curtmetratge Lúdica Macábrica de Carlos Mogollón (2003) i Escobar, el patrón del mal (2012) de Caracol Televisión.
Entre 1999 i 2000 va treballar com a assistent de direcció i montajista del premiat curtmetratge Alguien mató algo de Jorge Navas i posteriorment va realitzar Fin de un mundo (Video Experimental, 2000) i el videoclip “Bella chica” de Marlon. Perro come perro (2007), la seva òpera prima, va ser estrenada en competència oficial en el Festival de Cinema de Sundance en 2008. Aquest ha estat convidat a més de 37 festivals, rebut més de 14 premis internacionals entre els quals es destaquen el Premi Coral Òpera Prima del Festival Internacional de Cinema de l'Havana; Best Feature Director, Jackson Hole Film Festival; Millor Guió Original, Festival Iberoamericà de Cinema de Huelva; Millor Guió i Millor Director, Festival de Cinema do Gramado; a més de cinc premis nacionals de cinema, nominació als Premis Goya de l'Acadèmia de Cinema d'Espanya, els Premis Ariel de l'Acadèmia de Cinema Mexicà i ser la pel·lícula presentada per Colòmbia a consideració dels premis Oscar en 2008.
Posteriorment, va codirigir amb Gerardo Muyshondt el documental Uno: la historia de un gol (2010), que tracta sobre la selecció de futbol d'El Salvador i la seva participació en el Mundial d'Espanya '82, el qual va ser estrenat al Miami International Film Festival i Menció honorífica en el Festival Internacional de Cinema de Cartagena de Indias –FICCI-. Amb Todos tus muertos (2011), la seva segona pel·lícula, va guanyar la convocatòria del Fons per al Desenvolupament Cinematogràfic –FDC- en el 2009, va fer part de la selecció de la 18è Cinema en Construcció del Festival Internacional de Cinema de Sant Sebastià (2010), va participar en la selecció Oficial de la Competència Internacional de Ficció (World Cinema Dramatic Competition), Festival de Cinema de Sundance, on va ser mereixedor del premi a Millor Fotografia; també va fer part de la Selecció Oficial del Festival Internacional de Cinema de Rotterdam (Països Baixos, 2011). La seva primera projecció a Colòmbia va ser en el marc de la Selecció Oficial de la Competència Oficial Iberoamericana del Festival Internacional de Cinema de Cartagena de Indias -FICCI- el 2011. Va dirigir la pel·lícula El cartel de los sapos que es va estrenar a sales de cinema de Colòmbia el 2012, produïda per Manolo Cardona i que va ser seleccionada per Colòmbia per a la consideració als Premis Oscar 2013. També va ser el muntatgista de 180 segundos de Alexander Giraldo.

## Filmografia

### Sèries
- Escobar, el patrón del mal (2012)
- Distrito Salvaje (2019)

### Llargmetratges
- Perro come perro (2008)
- Todos tus muertos (2011)
- El cartel de los sapos (2012)
- ¡Que viva la música! (2014)[5]
- Lavaperros (2020)[6]

### Documentals
- Uno: la historia de un gol (2010)